# Carentan
Carentan település Franciaországban, Manche megyében. Lakosainak száma 5853 fő (2018. január 1.). Carentan Saint-Côme-du-Mont, Méautis, Saint-Georges-de-Bohon és Saint-Hilaire-Petitville községekkel határos.

## Népesség
A település népességének változása:
| Lakosok száma | 5256 | 5563 | 6187 | 6300 | 6340 | 6058 | 5884 | 8424 | 5864 | 5853 |
|               | 1962 | 1968 | 1975 | 1990 | 1999 | 2008 | 2013 | 2016 | 2017 | 2018 |